# Theta Tucanae
Theta Tucanae (θ Tuc, θ Tucanae) este o stea din constelația sudică Tucanul. Este o subgigantă albă de tipul A cu o magnitudine aparentă de +6,11. Se află la aproximativ 490 ani-lumină depărtare de Terra. Este clasificată ca fiind o variabilă de tipul Delta Scuti, iar luminozitatea sa variază între magnitudinile de +6,06 și +6,15 cu perioade de 1,18 și 1,45 ore. 